# 2,3-Dichlor-5,6-dicyano-1,4-benzochinon
2,3-Dichlor-5,6-dicyano-1,4-benzochinon (oder DDQ von englisch 2,3-Dichloro-5,6-dicyano-1,4-benzoquinone) ist eine organische Verbindung und findet als oxidatives Reagenz in der Organischen Chemie Anwendung. DDQ wird zur oxidativen Dehydrogenierung von Alkoholen, Phenolen und steroiden Ketonen angewandt. Auch in der Schutzgruppentechnik wird DDQ in der Spaltung von p-Methoxy- (PMB) und 3,4-Dimethoxybenzylethern benutzt. DDQ wird in Wasser zersetzt, ist jedoch stabil in Gegenwart wässriger Mineralsäuren.

## Synthese
Im Jahr 1906 wurde von Johannes Thiele und Fritz Günther eine Reaktionssequenz aus Cyanierung und Chlorierung von 1,4-Benzochinon publiziert. Über eine einstufige Reaktion zur Synthese von DDQ wurde 1965 von Derek Walker und Thomas D. Waugh ausgehend von 2,3-Dicyanohydrochinon berichtet.

## Eigenschaften
DDQ wird von Wasser unter Abspaltung der sehr giftigen Blausäure (HCN) hydrolysiert.

## Verwendung
DDQ ist ein Reagenz, welches als Oxidationsmittel und als Elektronenakzeptor Anwendung findet.

## Reaktionen

### Dehydrierung
DDQ kann zur Dehydrierung von α,β-ungesättigten Carbonylverbindungen, wie am Beispiel eines Steroids gezeigt, verwendet werden.

### Aromatisierung
In Anwesenheit von Säuren sind durch Dehydrierung aromatische Steroide zugänglich.

### Oxidative Kupplungsreaktionen
DDQ kann auch für oxidative Kupplungen verwendet werden.

### Oxidation von Alkoholen
DDQ kann zur Oxidation von Alkoholen verwendet werden. So z. B. in der Oxidation von 1,2-Diolen. Dabei wird die benzylische (R1=C6H5) oder allylische Position selektiv oxidiert.

### Schutzgruppenchemie
Schutzgruppen wie PMB (4-Methoxybenzyl) oder DMPM (3,4-Dimethoxybenzyl) können durch stöchiometrische Mengen DDQ in Dichlormethan mit Wasser bei Raumtemperatur entfernt werden. Auch Benzylschutzgruppen können unter wässrigen Bedingungen abgespalten werden. Durch gezielte Lichteinstrahlung können diese auch in trockenem Acetonitril abgespalten werden.
Wird zusätzlich zum DDQ ein Photokatalysator verwendet, so kann das DDQ katalytisch verwendet werden. Auf diesem Weg lassen sich auch Benzylschutzgruppen abspalten.